# 曼哈根湖
54°13′20″N 9°55′32″E / 54.22222°N 9.92556°E
曼哈根湖（德語：Manhagener See），是德國的湖泊，位於該國北部石勒蘇益格-荷爾斯泰因州，由倫茨堡-埃肯弗德縣負責管轄，面積0.16平方公里，海拔高度20米，平均水深3.8米，最大水深7.5米，水體容量59萬立方米，湖岸線長度1.8公里。